# Райнковець
Райнковець (словен. Rajnkovec) — поселення в общині Рогашка Слатина, Савинський регіон, Словенія. Висота над рівнем моря: 240 м.